# Los juegos del hambre: Sinsajo - Parte 1
Los juegos del hambre: Sinsajo - primera parte (título original en inglés: The Hunger Games: Mockingjay - Part 1) es una película de acción distópica estadounidense de 2014. Es secuela de Los Juegos del Hambre: En Llamas (2013) y la tercera entrega de la serie de películas de Los Juegos del Hambre. La película está basada en la primera parte de Sinsajo, la tercera novela de la trilogía de libros subyacente de Suzanne Collins. La película está dirigida por Francis Lawrence basada en un guion de Peter Craig y Danny Strong. Está protagonizada por Jennifer Lawrence, Josh Hutcherson, Liam Hemsworth, Woody Harrelson, Elizabeth Banks, Julianne Moore, Philip Seymour Hoffman, Jeffrey Wright, Stanley Tucci, Donald Sutherland y Sam Claflin. En la película, Katniss Everdeen (Lawrence) se une a Alma Coin (Moore), la líder renegada del clandestino Distrito 13, en una rebelión masiva contra el Capitolio.
El desarrollo de una tercera película de Los Juegos del Hambre se anunció en mayo de 2012, después de que Lionsgate anunciara que la novela de Collins se dividiría en dos partes. Se confirmó que Lawrence volvería a dirigir las dos últimas entregas ese mismo noviembre, que se filmarían consecutivamente. La mayor parte del reparto principal se completó en septiembre de 2013, cuando comenzó el rodaje principal, que duró hasta junio de 2014, con locaciones de rodaje como Boston, Atlanta, Los Ángeles, París y Berlín. La película generó controversia después de que su contenido se utilizara en protestas políticas en 2014 y 2015.
Los Juegos del Hambre: Sinsajo - Parte 1 se estrenó en el Odeon Leicester Square de Londres el 10 de noviembre de 2014 y se estrenó en Estados Unidos el 21 de noviembre por Lionsgate. La película recibió críticas generalmente positivas, con elogios por sus actuaciones, música y trasfondo político, pero críticas por su ritmo y la decisión de dividir la novela en dos películas. Recaudó 755,4 millones de dólares a nivel mundial, convirtiéndose en la quinta película más taquillera de 2014; además, estableció el récord de mayor recaudación en un día y fin de semana de estreno de 2014.
La película fue seguida por la última entrega de la serie, Los juegos del hambre: Sinsajo – Parte 2, en noviembre de 2015.

## Argumento
Después de ser rescatada de la arena destruida en los 75.os Juegos del Hambre, Katniss Everdeen es llevada junto con sus compañeros vencedores Beetee Latier y Finnick Odair al Distrito 13, un distrito independiente aislado del resto de Panem, que ha sido la punta de la lanza de la rebelión, donde se reúne con su madre y su hermana Prim. Mientras se recupera, se presenta a la presidenta Alma Coin, la líder de los rebeldes, y le dice que sus acciones han provocado disturbios y huelgas contra el Capitolio. Coin le pregunta si ella se convertirá en el "Sinsajo", el símbolo de la rebelión, como parte de sus "corazones y mentes". Katniss se niega rotundamente, recordándole que salieron sin Peeta Mellark. A sugerencia de Plutarch Heavensbee, el exorganizador de los Juegos, Katniss es escoltada para ver las ruinas del Distrito 12, que fue completamente arrasado por una campaña de bombardeos del Capitolio (con la excepción de una de las viviendas en la Aldea de los Vencedores). Después de ver que Peeta está siendo utilizado por la televisión estatal del Capitolio para sofocar la rebelión, Katniss cambia de opinión, a regañadientes, y se compromete a convertirse en el "Sinsajo" de Coin, con la condición de que Peeta y los otros vencedores sean rescatados y perdonados en cuanto sea posible, y que su hermana, Prim, pueda mantener a su gato, Buttercup.
Después de que Haymitch señala que Katniss se nutre de la espontaneidad, a ella se le presentó su equipo de grabación (dirigido por la fugitiva Cressida, originaria del Capitolio). Katniss se viste con un traje especialmente diseñado por Cinna (quien fue asesinado en Los Juegos del Hambre: En llamas) y dado por Effie Trinket y su amigo Gale como guardaespaldas. Después de esto, salen al Distrito ocho a visitar un hospital, pero la visita concluye cuando un escuadrón bombardeo del Capitolio llega y destruye el hospital, asesinando a todos dentro. En su furia, Katniss da un discurso a la cámara, que se emite cuando Beetee secuestra el servicio de noticias del Capitolio. Después de que se emite, los rebeldes en el Distrito 7 matan a todo un equipo de Agentes de la Paz con minas terrestres ocultas.
Después de ver a un Peeta debilitado en la televisión, el equipo se dirige al Distrito 12, donde Gale cuenta la historia de su destrucción. Katniss se filma cantando El árbol del ahorcado. Después de que se emite, un equipo de demolición rebelde del Distrito cinco destruye la presa que proporciona electricidad al Capitolio, lo que obliga a utilizar generadores de energía, debilitando su capacidad para difundir su propaganda.
Esa noche, Katniss ve a Peeta siendo entrevistado por Caesar Flickerman, el expresentador de los Juegos, cuando en un aparente desafío a sus captores, Peeta grita de repente que el Capitolio está a punto de atacar al Distrito 13. Coin ordena una evacuación masiva hacia un refugio subterráneo. Cuando Katniss entra al refugio, se da cuenta de que su hermana Prim no está y sale corriendo a buscarla con ayuda de Gale; finalmente la encuentran y entran a tiempo al refugio. Al salir, Katniss descubre que la zona está llena de rosas blancas y se da cuenta de que el presidente Snow se las ha enviado para burlarse de ella y presume que está a punto de matar a Peeta. La presidenta Coin le informa a Katniss que la advertencia que dio Peeta le dio al Distrito un tiempo adicional de ocho minutos de evacuación. Asimismo, Coin distribuye un equipo de fuerzas especiales de élite, que incluye a Gale, para rescatarlo, junto con Johanna Mason y Annie Cresta, los restantes vencedores, de su prisión en el centro de detenciones del Capitolio. El rescate tiene éxito. Sin embargo, cuando Katniss se dirige a saludar a Peeta, éste la ataca de forma inesperada y trata de matarla, estrangulándola hasta dejarla inconsciente, pero Boggs le propina un fuerte golpe en la cabeza a Peeta, haciendo que pierda el sentido. 
Katniss se despierta en el centro médico con un cuello ortopédico debido a que sus cuerdas vocales resultan dañadas e inflamadas en el estrangulamiento, y se le informa que Peeta ha sido secuestrado. Dicho secuestro resultó ser un tipo de alteración de la memoria y métodos de condicionamiento basados en el miedo, creados por el Capitolio como forma de tortura. La técnica consiste en utilizar veneno de rastrevíspulas para asociar el miedo con ciertos recuerdos, y alterar esos recuerdos con alucinaciones. Debido a la magnitud de la carga mental producto de la distorsión de la memoria, la completa recuperación de los sujetos sometidos al método del secuestro se muestra como un proceso realmente complejo, mas no imposible, explicando así también el por qué el Capitolio dejó que el equipo de élite escapara con Peeta y los demás vencedores rescatados: Peeta sería utilizado como arma para matar a Katniss. El proceso para deshacer los efectos comienza, manteniendo a Peeta en aislamiento total, hasta que el tratamiento termine (sin embargo, los efectos de las torturas en Peeta no podrían ser eliminados en su totalidad). Mientras tanto, Coin anuncia a todo el Distrito 13 el exitoso rescate de los vencedores y que su próximo objetivo es la fortaleza militar principal del Capitolio en los barrancos del Distrito dos, y que de ahí liberarán a Panem. La escena final muestra a Katniss acercándose a la ventana de la sala donde está aislado Peeta, en donde se encuentra atado a una camilla gritando y agitándose de dolor por el tratamiento para eliminar con los efectos del secuestro.

## Elenco
- Jennifer Lawrence como Katniss Everdeen.
- Josh Hutcherson como Peeta Mellark.
- Liam Hemsworth como Gale Hawthorne.
- Woody Harrelson como Haymitch Abernathy.
- Elizabeth Banks como Effie Trinket.
- Sam Claflin como Finnick Odair.
- Philip Seymour Hoffman †[nota 1] como Plutarch Heavensbee.
- Jeffrey Wright como Beetee Latier.
- Julianne Moore[2] como Presidente Alma Coin.
- Willow Shields como Primrose Everdeen.
- Jena Malone como Johanna Mason.
- Donald Sutherland como Presidente Snow.
- Stanley Tucci como Caesar Flickerman.
- Natalie Dormer[3] como Cressida.
- Stef Dawson como Annie Cresta.
- Patina Miller[4] como Comandante Paylor.
- Evan Ross como Mesalla.
- Mahershala Ali como Comandante Boggs.
- Wes Chatham como Castor.
- Elden Henson como Pollux.

## Producción

### Preproducción
El 10 de julio de 2012, Lionsgate anunció que el libro Sinsajo se dividiría en dos partes: la primera de ellas tenía fecha de estreno para el 21 de noviembre de 2014, mientras que la segunda se estrenaría el 20 de noviembre de 2015.  El 1 de noviembre de 2012, Francis Lawrence, director de Los juegos del hambre: en llamas, anunció que iba a volver para dirigir las dos últimas partes de la tetralogía.  El 6 de diciembre de 2012, Dany Strong anunció que él escribiría las últimas dos partes.  Más tarde, en agosto, se anunció que el rodaje comenzará en septiembre de 2013. La producción de la película comenzó el 16 de septiembre de 2013 en Boston, para luego pasar a Atlanta y Los Ángeles.  El 13 de noviembre de 2013, Nina Jacobson reveló que Peter Craig también fue contratado para escribir el guion de las dos adaptaciones.

### Casting
El 26 de agosto de 2013 se anunció que la actriz Stef Dawson se uniría al elenco para interpretar a Annie Cresta.  Después, Lionsgate anunció el 13 de septiembre de ese mismo año que Julianne Moore había sido contratada para darle vida al personaje de Alma Coin. Durante el próximo mes, Lily Rabe, Patina Miller, Mahershala Ali, Wes Chatham y Elden Henson se unieron al elenco como la Comandante Lyme, el Comandante Paylor, Boggs, Castor y Pólux, respectivamente.  Hubo un casting para extras, el 23 de septiembre de 2013. El 4 de abril de 2014 se anunció que, debido a un conflicto de programación con Rabe, el papel de la comandante de Lyme lo interpretará Gwendoline Christie.

### Rodaje
El rodaje de la película comenzó el 23 de septiembre de 2013 en Atlanta y concluyó el 20 de junio de 2014 en Berlín, Alemania. La primera parte fue filmada junto con la segunda. A mediados de octubre, la producción de filmación se trasladó a Rockmart. La tripulación y el elenco se tomaron un descanso para promover Los juegos del hambre: en llamas, y el rodaje se reanudó el 2 de diciembre de 2013. El 18 de diciembre, se comenzó a rodar en Caldwell Tanks de Newnan, Georgia.
Philip Seymour Hoffman, quien interpretó a Plutarch Heavensbee en la segunda entrega, falleció el 2 de febrero de 2014 en Nueva York. Lionsgate emitió un comunicado afirmando que Hoffman había completado el rodaje de sus escenas para la primera parte antes de su muerte.
El 18 de abril de 2014 la productora Nina Jacobson tuiteó que el rodaje en Atlanta acababa de comenzar, seguido de un tuit en el que el director Francis Lawrence decía que al día siguiente se trasladaría la producción a Europa, más precisamente a París y al aeropuerto de Tempelhof en Berlín para grabar las escenas de acción. Comenzaron a filmar en las calles de París y en la ciudad de Ivry-sur-Seine el 7 de mayo, en donde fueron vistos Lawrence y Hemsworth durante el rodaje de algunas escenas entre los extras. 
El 9 de mayo se informó de que el rodaje estaba llevándose a cabo en Noisy-le-Grand, París, en donde Lawrence, Hemsworth, Hutcherson, y Claflin fueron vistos en el set en el que se volvió a recrear el mundo de Panem.

## Música
La banda sonora principal de la película fue realizada una vez más por James Newton Howard, quien ya había grabado en las dos películas anteriores. El álbum de esta se programó para ser lanzado el 24 de noviembre de 2014.
La música de la película fue creada justamente para contrastar la sensación de oscuridad que se encuentra constantemente en la misma. El 31 de julio de 2014 se anunció que Lorde proporcionaría una canción para el álbum de la banda sonora de la película. La lista de pistas para esta fue lanzada el 21 de octubre de 2014. Los detalles de la quinta pista se confirmaron el 3 de noviembre de 2014.
La banda sonora fue lanzada previamente en la tienda de iTunes de Nueva Zelanda el 13 de noviembre, y se dio a conocer en todo el mundo a través de Republic Records el 17 de noviembre de 2014.

## Marketing
Tim Palen, jefe de marketing de Lionsgate, dijo: "Cuando empezamos, nos decidimos a ver esto como una gran película de ocho horas. De lo contrario, va a ser un poco abrumador hacer una nueva campaña para cada película". Asimismo, añadió que vio el mayor potencial de crecimiento internacional, así que se aspira a un mejor nivel de publicidad para las dos películas de Sinsajo con respecto a las películas anteriores. Palen reveló en una entrevista que se daría a conocer la campaña de marketing en el Festival de Cannes de mayo y en la Comic-Con de San Diego en julio. 
El 14 de mayo de 2014 la web TheHungerGamesExclusive.com fue lanzada a la red. Contaba con tres fotogramas de la película, con Woody Harrelson, Julianne Moore, Philip Seymour Hoffman y Jeffrey Wright con un detrás de la cámara del director Francis Lawrence y Mahershala Ali. El sitio web también contó con otros contenidos que incluían una breve imagen de tipo GIF de Julianne Moore como la presidenta Alma Coin y un vídeo de una entrevista a ella. También hubo una entrevista en profundidad con el director Francis Lawrence, la productora Nina Jacobson y el guionista Peter Craig. Una página del guion de la primera parte también apareció en la página, además de un cartel en movimiento con el lema: "El fuego es más brillante en la oscuridad". 
El 17 de mayo de 2014, mientras que la fotografía principal se llevaba a cabo en París, algunos de los actores y el equipo, incluyendo a Lawrence, Hutcherson, Hemsworth, Claflin, Moore, Sutherland, Lawrence, y Jacobson, asistieron al Festival de Cannes 2014 para un photocall y una fiesta. El copresidente de Lionsgate, Rob Friedman, explicó que aunque no todos los protagonistas de la película se encontraban en el festival, era una buena oportunidad para que los distribuidores de la película puedan oír los planes que tenían para la película. Cabe destacar que Cannes es la mejor oportunidad para publicitar internacionalmente las películas.
Kabam anunció su asociación con Lionsgate para crear un juego para móviles basado en esta película y lanzarlo el mismo día del estreno de la misma. Es un juego para móviles de batalla de tarjetas, en el cual los jugadores asumen la identidad de los miembros del Distrito 13 enviados en una misión con el fin de construir alianzas con los demás distritos, liberar a los prisioneros, y reconstruir Panem. "Lionsgate tiene una historia sin precedentes de desarrollo y producción de franquicias de películas taquilleras como Los Juegos del Hambre", dijo el director de operaciones Kabam Kent Wakeford. Lionsgate expresó que "Kabam construirá un juego móvil que es tan divertido de jugar como la película es para ver".
La película no fue incluida en el calendario de la Comic-Con de San Diego del 2014, lo que hizo que los fans y la prensa se cuestionaran sobre su ausencia. Lionsgate anunció el 18 de julio de 2014, una semana antes del evento, que la película tendría presencia en la convención. Lionsgate se había asociado con Samsung para dar a conocer el primer teaser tráiler de la película en la convención del viernes 25 de julio. La asociación permitió a los usuarios de Samsung ver el tráiler antes de que se publicara en línea y descargar las dos primeras películas de forma gratuita, así como obtener un boleto de cortesía gratuito para ver la película el día de su estreno desde su Samsung Galaxy Tab S. El 28 de julio el teaser trailer debutó oficialmente en línea a través de la página oficial de Facebook y la cuenta oficial de Youtube de la película. Un tráiler oficial en todo el mundo salió el 15 de septiembre. El tráiler final salió el 29 de octubre de 2014.

## Recepción
Los Juegos del Hambre: Sinsajo - Parte 1 recibió críticas generalmente positivas,  con elogios dirigidos a su trasfondo político y actuaciones (particularmente la de Lawrence), pero críticas por su falta de acción y por la división del material original en dos adaptaciones. El sitio web de recopilación de reseñas Rotten Tomatoes reportó un índice de aprobación del 70%, basado en 302 reseñas, con una puntuación promedio de 6.3/10. El consenso del sitio dice: «Los Juegos del Hambre: Sinsajo - Parte 1 establece el final de la franquicia con un penúltimo capítulo repleto de sólidas actuaciones y un trasfondo político inteligente, aunque se queda corto en cuanto a acción».  Mientras tanto en Metacritic, 67 de 100 comentarios fueron positivos indican críticas generalmente positivas. El público encuestado por CinemaScore le dio a la película una calificación de "A−", lo que indica reacciones positivas de los espectadores que pagan la entrada.